# Arxiu de Revistes Catalanes Antigues
ARCA, Arxiu de Revistes Catalanes Antigues, és un portal d'accés obert que inclou publicacions periòdiques tancades que han estat representatives dins la cultura i la societat catalana. Impulsat per la Biblioteca de Catalunya amb el suport del Consorci de Biblioteques Universitàries de Catalunya (CBUC) està obert a qualsevol institució que vulgui formar-ne part.
Els objectius principals d'ARCA són facilitar la consulta sobre les publicacions periòdiques completes, recuperar i preservar el patrimoni hemerogràfic català i promoure la cooperació entre institucions per completar les col·leccions, millorar els serveis, compartir recursos i rendibilitzar les col·leccions documentals.

## Història
L'any 1999 la Biblioteca de Catalunya va realitzar un inventari de les publicacions periòdiques, principalment catalanes, que es conservaven en biblioteques, arxius i entitats públiques o privades de Catalunya. En una fase següent es van identificar les publicacions que havien estat microfilmades o digitalitzades i es va dissenyar la base de dades de Premsa catalana. Inventari col·lectiu de còpies digitals i microfilms. Paral·lelament la Biblioteca de Catalunya va iniciar el projecte de digitalització de les seves col·leccions hemerogràfiques basant-se en els criteris de selecció següents:
- Estat de conservació
- Completesa
- Llengua
- Format
- Freqüència d'ús i consulta

En aquest context l'any 2006 s'inicia ARCA (Arxiu de Revistes Catalanes Antigues), projecte cooperatiu liderat per la Biblioteca de Catalunya, la qual ofereix la plataforma per a difondre les col·leccions, coordina la selecció de títols per tal d'evitar duplicitats i completar capçaleres existents, i vetlla per la part tècnica: estàndards de digitalització, nomenclatura, etc. Per aportar un valor afegit a aquestes col·leccions es manté una pàgina de presentació dins la web de la Biblioteca, pàgina que inclou una ressenya històrica de cada un dels títols.
Durant el període 2007-2012 s'incrementa tant el nombre de títols consultables com el d'institucions participants: 301 títols, més d'un milió de pàgines i 25 institucions. L'agost 2014 el fons havia crescut cap a 341 títols i 1.214.800 pàgines digitalitzades. Hi col·laboren 30 institucions o entitats.
Entre els títols que es poden consultar destaquen alguns tan significatius com el del diari La Veu de Catalunya, el de les revistes Destino, Lo Nunci i La Llumanera de Nova York, o el de revistes manuscrites úniques com Il Tiberio o La Bugadera.